# كفر أيوب سليمان
قرية كفر أيوب سليمان هي إحدى القرى التابعة لمركز بلبيس في محافظة الشرقية في جمهورية مصر العربية. حسب إحصاءات سنة 2006، بلغ إجمالي السكان في كفرأيوب سليمان 8279 نسمة، منهم 4219 رجل و4060 امرأة.